# Super Bowl XXXVII
Super Bowl XXXVII je bio završna utakmica 83. po redu sezone nacionalne lige američkog nogometa. U njoj su se sastali pobjednici NFC konferencije Tampa Bay Buccaneersi i pobjednici AFC konferencije Oakland Raidersi. Pobijedili su Buccaneersi rezultatom 48:21, te tako osvojili svoj prvi naslov prvaka.
Utakmica je odigrana na Qualcomm Stadiumu u San Diegu u Kaliforniji, kojem je to bilo treće domaćinstvo Super Bowla.

## Tijek utakmice
| Četvrtina | Vrijeme | Momčad | Informacija o promjeni rezultata                                                       | Rezultat   | Rezultat |
| Četvrtina | Vrijeme | Momčad | Informacija o promjeni rezultata                                                       | Buccaneers | Raiders  |
| --------- | ------- | ------ | -------------------------------------------------------------------------------------- | ---------- | -------- |
| 1         | 10:40   | OAK    | field goal (Janikowski)                                                                | 0          | 3        |
| 1         | 7:51    | TB     | field goal (Gramática)                                                                 | 3          | 3        |
| 2         | 11:16   | TB     | field goal (Gramática)                                                                 | 6          | 3        |
| 2         | 6:24    | TB     | touchdown probijanjem (Alstott), uspješan pokušaj za dodatni poen (Gramática)          | 13         | 3        |
| 2         | 0:30    | TB     | touchdown dodavanjem (Johnson-McCardell), uspješan pokušaj za dodatni poen (Gramática) | 20         | 3        |
| 3         | 5:30    | TB     | touchdown dodavanjem (Johnson-McCardell), uspješan pokušaj za dodatni poen (Gramática) | 27         | 3        |
| 3         | 4:47    | TB     | touchdown nakon osvojene lopte (Smith), uspješan pokušaj za dodatni poen (Gramática)   | 34         | 3        |
| 3         | 2:14    | OAK    | touchdown dodavanjem (Gannon-Porter), neuspješan pokušaj za dva dodatna poena          | 34         | 9        |
| 4         | 14:16   | OAK    | touchdown nakon blokiranog 'punta (Johnson), neuspješan pokušaj za dva dodatna poena   | 34         | 15       |
| 4         | 6:06    | OAK    | touchdown dodavanjem (Gannon-Rice), neuspješan pokušaj za dva dodatna poena            | 34         | 21       |
| 4         | 1:18    | TB     | touchdown nakon osvojene lopte (Brooks), uspješan pokušaj za dodatni poen (Gramática)  | 41         | 21       |
| 4         | 0:02    | TB     | touchdown nakon osvojene lopte (Smith), uspješan pokušaj za dodatni poen (Gramática)   | 48         | 21       |

## Statistika utakmice

### Statistika po momčadima
| Statistika                                                      | Tampa Bay Buccaneers | Oakland Raiders |
| --------------------------------------------------------------- | -------------------- | --------------- |
| Prvih pokušaja                                                  | 24                   | 11              |
| Ukupno osvojenih jardi                                          | 365                  | 269             |
| Broj napada probijanjem                                         | 42                   | 11              |
| Ukupno jardi osvojenih probijanjem                              | 150                  | 19              |
| Broj napada s kompletiranim dodavanjem/ukupno napada dodavanjem | 18/34                | 24/44           |
| Ukupno jardi osvojenih dodavanjem                               | 215                  | 250             |
| Izgubljenih lopti                                               | 1                    | 5               |
| Prekršaji (izgubljenih jardi)                                   | 5 (41)               | 7 (51)          |
| Vrijeme posjeda lopte (min:s)                                   | 37:14                | 22:46           |

### Statistika po igračima

#### Najviše jardi dodavanja
| Quarterback       | Dodavanja* | Yds** | TD*** | Int**** |
| ----------------- | ---------- | ----- | ----- | ------- |
| Brad Johnson (TB) | 18/34      | 215   | 2     | 1       |
| Rich Gannon (OAK) | 24/44      | 272   | 2     | 5       |

#### Najviše jardi probijanja
| Igrač                | Pokušaja* | Yds** | TD*** |
| -------------------- | --------- | ----- | ----- |
| Michael Pittman (TB) | 29        | 124   | 0     |
| Charlie Garner (OAK) | 7         | 10    | 0     |

#### Najviše uhvaćenih jardi dodavanja
| Igrač               | Dodavanja* | Yds** | TD*** |
| ------------------- | ---------- | ----- | ----- |
| Joe Jurevicius (TB) | 4/4        | 78    | 0     |
| Jerry Rice (OAK)    | 5/8        | 77    | 1     |

Napomena: * - broj kompletiranih dodavanja/ukupno dodavanja, ** - ukupno jardi dodavanja, *** - broj touchdownova (polaganja), **** - broj izgubljenih lopti